# Enkulturacja
Enkulturacja to naturalny, bezbolesny proces ponadpokoleniowego, świadomego i nieświadomego nabywania kompetencji kulturowych, tworzących system wartości danej grupy społecznej, przez uczestnictwo w danej kulturze. 
Pojęcie to jest bliskie pojęciu socjalizacji.
Enkulturacja to te aspekty doświadczenia, uczenia się, które wyodrębniają człowieka spośród innych stworzeń, a za pomocą których osiąga on zarówno w początkowym jak i późniejszym okresie życia kompetencje w swojej kulturze.
3 typy adaptacji.
1.adaptacja do środowiska naturalnego
2.adaptacja do grupy społecznej
3.adaptacja do wzorów kultury
Enkulturacja to także termin używany w antropologii kultury. Można go rozpatrywać na przestrzeni dziejów, biorąc pod uwagę różne typy społeczeństw, a mianowicie: pierwotne, religijne i nowoczesne.
- w społeczeństwie pierwotnym środowiskiem enkulturacyjnym była rodzina rozszerzona (wielopokoleniowa), a także grupa sąsiedzka i rówieśnicza, dominowała wiedza konkretna (praktyczna i szczegółowa), a przekaz kultury i jej przyswojenie odbywały się poprzez uczenie się przez nawyk, uczestnictwo;
- w społeczeństwie religijnym środowisko enkulturacyjne stanowiła przede wszystkim rodzina rozszerzona, która uzyskała miano rodu, ważna była wspólnota lokalna, wiedza konkretna straciła na swej ważności na rzecz wiedzy abstrakcyjnej (teoretycznej, ogólnej), i oba typy były równoważne; enkulturacja odbywała się podobnie jak w społeczeństwie pierwotnym przez uczestnictwo, ale przemieszała się z nauką kultury przez refleksję;
- w społeczeństwie nowoczesnym środowiskiem enkulturacyjnym jest rodzina nuklearna, ale nadrzędne nad nią są instytucje wychowawcze i grupy rówieśnicze; dominuje przede wszystkim wiedza abstrakcyjna, czyli teoretyczna; przyswajanie kultury odbywa się na zasadzie uczenia się przez refleksję, czyli teorię, nie praktykę;